# Dyskografia Lanberry
Dyskografia polskiej piosenkarki Lanberry składa się z pięciu albumów studyjnych, trzydziestu trzech singli (w tym dwóch z gościnnym udziałem), piętnastu singli promocyjnych oraz czterdziestu dwóch teledysków (w tym jednego z gościnnym udziałem).

## Albumy studyjne
| Rok                                                     | Dane dot. albumu | Najwyższa pozycja na liście |
| Rok                                                     | Dane dot. albumu | POL                         |
| ------------------------------------------------------- | --- | --------------------------- |
| 2016                                                    | Lanberry - Wydany: 4 marca 2016 - Wytwórnia: Universal Music Polska - Format: CD, digital download, streaming                   | –                           |
| 2018                                                    | MiXtura - Wydany: 9 listopada 2018 - Wytwórnia: Universal Music Polska - Format: CD, digital download, streaming                | –                           |
| 2020                                                    | Co gryzie panią L? - Wydany: 23 października 2020 - Wytwórnia: Universal Music Polska - Format: CD, digital download, streaming | –                           |
| 2022                                                    | Obecna - Wydany: 25 listopada 2022 - Wytwórnia: Agora - Format: CD, digital download, streaming                                 | –                           |
| 2024                                                    | Heca - Wydany: 8 listopada 2024 - Wytwórnia: Warner Music Poland - Format: CD, digital download, streaming, winyl               | 12                          |
| „–” oznacza, że album nie był notowany na danej liście. | |                             |

## Single

### Jako główna artystka
| Rok | Tytuł                                     | Najwyższe pozycje na listach | Najwyższe pozycje na listach | Najwyższe pozycje na listach | Najwyższe pozycje na listach | Certyfikat                | Sprzedaż        | Album                                          |
| Rok | Tytuł                                     | POL (airplay)                | POL (airplay nowości)        | POL (streaming)              | POL (Billboard)              | Certyfikat                | Sprzedaż        | Album                                          |
| --- | ----------------------------------------- | ---------------------------- | ---------------------------- | ---------------------------- | ---------------------------- | ------------------------- | --------------- | ---------------------------------------------- |
| 2015 | „Podpalimy świat”                         | 19                           | 1                            | X                            | X                            | - POL: złota płyta        | - POL: 10 000+  | Lanberry (+ reedycja)                          |
| 2016 | „Każdy moment”                            | 37                           | 2                            | X                            | X                            |                           |                 | Lanberry (+ reedycja)                          |
| 2016 | „Bunt”                                    | –                            | –                            | X                            | X                            |                           |                 | Lanberry (+ reedycja)                          |
| 2016 | „Piątek”                                  | 7                            | 2                            | X                            | X                            | - POL: platynowa płyta    | - POL: 20 000+  | Lanberry (+ reedycja)                          |
| 2017 | „Zagadka”                                 | 27                           | 3                            | X                            | X                            |                           |                 | Lanberry (+ reedycja)                          |
| 2017 | „Ostatni most”                            | 2                            | 3                            | X                            | X                            | - POL: platynowa płyta    | - POL: 20 000+  | miXtura                                        |
| 2017 | „Gotowi na wszystko” (oraz Feel)          | 1                            | 2                            | X                            | X                            | - POL: platynowa płyta    | - POL: 20 000+  | Gotowi na wszystko (ścieżka dźwiękowa) miXtura |
| 2018 | „Nieznajomy”                              | 12                           | 1                            | X                            | X                            |                           |                 | miXtura                                        |
| 2018 | „Nie ma mnie”                             | 13                           | 4                            | X                            | X                            | - POL: złota płyta        | - POL: 10 000+  | miXtura                                        |
| 2019 | „Mówiłeś”                                 | 24                           | 1                            | X                            | X                            |                           |                 | –                                              |
| 2019 | „Zew”                                     | 20                           | 3                            | X                            | X                            |                           |                 | Co gryzie panią L?                             |
| 2020 | „Tracę”                                   | 6                            | 1                            | X                            | X                            | - POL: złota płyta        | - POL: 10 000+  | Co gryzie panią L?                             |
| 2020 | „Plan awaryjny”                           | 3                            | 2                            | X                            | X                            | - POL: złota płyta        | - POL: 10 000+  | Co gryzie panią L?                             |
| 2020 | „Mirabelki”                               | –                            | –                            | X                            | X                            |                           |                 | Co gryzie panią L?                             |
| 2021 | „Tylko tańczę”                            | –                            | –                            | X                            | X                            |                           |                 | Co gryzie panią L?                             |
| 2021 | „Od zaraz”                                | –                            | –                            | X                            | X                            |                           |                 | –                                              |
| 2022 | „Nocny express”                           | 17                           | 1                            | X                            | –                            |                           |                 | Obecna                                         |
| 2022 | „Niewygodnie”                             | –                            | –                            | X                            | –                            |                           |                 | Obecna                                         |
| 2022 | „Niedziela”                               | –                            | –                            | X                            | –                            |                           |                 | Obecna                                         |
| 2022 | „List”                                    | –                            | –                            | X                            | –                            |                           |                 | Obecna                                         |
| 2022 | „Okna bez firanek”                        | –                            | –                            | X                            | –                            |                           |                 | Obecna                                         |
| 2022 | „Waniliowe”                               | 15                           | –                            | X                            | –                            |                           |                 | Obecna                                         |
| 2023 | „Stare piosenki” (oraz Bovska)            | –                            | X                            | –                            | –                            |                           |                 | Heca                                           |
| 2023 | „Notting Hill”                            | –                            | X                            | –                            | –                            |                           |                 | Heca                                           |
| 2023 | „Dzięki, że jesteś” (oraz Tribbs)         | 1                            | X                            | 2                            | 2                            | - POL: 3× platynowa płyta | - POL: 150 000+ | Heca                                           |
| 2024 | „Co ja robię tu”                          | 2                            | X                            | 70                           | –                            |                           |                 | Heca                                           |
| 2024 | „Fejk”                                    | –                            | X                            | –                            | –                            |                           |                 | Heca                                           |
| 2024 | „Cyrk”                                    | 17                           | X                            | –                            | –                            |                           |                 | Heca                                           |
| 2025 | „Nie jesteś sam” (oraz Ernest Staniaszek) | –                            | X                            | –                            | –                            |                           |                 | Heca                                           |
| 2025 | „Tarasy” (oraz 730 Huncho)                | –                            | X                            | –                            | –                            |                           |                 | Heca                                           |
| 2025 | „Małgośka” (oraz Maryla Rodowicz)         | –                            | X                            | –                            | –                            |                           |                 | Niech żyje bal                                 |
| „–” oznacza, że singel nie był notowany na danej liście. „X” oznacza, że lista nie istniała w danym okresie. |                                           |                              |                              |                              |                              |                           |                 |                                                |

### Z gościnnym udziałem
| Rok  | Tytuł                                                  | Album |
| ---- | ------------------------------------------------------ | ----- |
| 2018 | „Domek z kart” (P.A.F.F., gościnnie: Lanberry)         | Fala  |
| 2019 | „Po drugiej stronie lustra” (10h, gościnnie: Lanberry) | –     |

### Single promocyjne
| Rok  | Tytuł                                       | Album                                                 |
| ---- | ------------------------------------------- | ----------------------------------------------------- |
| 2016 | „Miraculum” (oraz Kuba Jurzyk)              | Miraculum: Biedronka i Czarny Kot (ścieżka dźwiękowa) |
| 2016 | „Only Human”                                | Lanberry (reedycja)                                   |
| 2017 | „How Do You Like Me Now”                    | Lanberry (reedycja)                                   |
| 2018 | „Heart of Gasoline”                         | miXtura                                               |
| 2019 | „Fit Me As I Am (Maybelline New York)”      | –                                                     |
| 2020 | „Señorita” (cover) (oraz Patryk Skoczyński) | –                                                     |
| 2020 | „Happy Xmas (War Is Over)” (cover)          | –                                                     |
| 2021 | „Dzień jeden w roku” (cover)                | –                                                     |
| 2022 | „Nocny express” (piano version)             | Obecna                                                |
| 2022 | „Niewygodnie” (live)                        | –                                                     |
| 2022 | „Taniec z ogniem”                           | Obecna                                                |
| 2022 | „Okna bez firanek” (live)                   | –                                                     |
| 2023 | „Debiutuję” (live)                          | –                                                     |
| 2024 | „Ratuj się kto może”                        | Heca                                                  |
| 2025 | „Wiara” (cover)                             | –                                                     |

### Inne utwory
| Rok  | Tytuł                            | Uwagi                                                                                                  | Źródło |
| ---- | -------------------------------- | --- | ------ |
| 2012 | Projekt NOD – Warsoul Experience | śpiew w utworach „In the Darkness”, „Brave New World”, „Imprints of the Past” i „Proceed with Caution” | [ 13 ] |
| 2017 | Kaen – Debiut                    | gościnnie śpiew w utworach „Nie chcę” i „Relikt”                                                       | [ 14 ] |
| 2017 | P.A.F.F. – Fala                  | gościnnie śpiew w utworze „Domek z kart”                                                               | [ 15 ] |
| 2018 | Malik Montana – Tijara           | gościnnie śpiew w utworze „King”                                                                       | [ 16 ] |

## Teledyski
| Rok       | Tytuł                             | Reżyseria                                  | Źródło |
| --------- | --------------------------------- | ------------------------------------------ | ------ |
| 2015      | „Podpalimy świat”                 | Anna Powierża                              | [ 17 ] |
| 2016      | „Każdy moment”                    | Paweł Zawadzki                             | [ 18 ] |
| 2016      | „Bunt”                            | Anna Powierża                              | [ 19 ] |
| 2016      | „Piątek”                          | Anna Powierża                              | [ 20 ] |
| 2016      | „Only Human”                      | Anna Powierża                              | [ 21 ] |
| 2017      | „Zagadka”                         | Anna Powierża                              | [ 22 ] |
| 2017      | „How Do You Like Me Now”          | Anna Powierża                              | [ 23 ] |
| 2017      | „Ostatni most”                    | Anna Powierża                              | [ 24 ] |
| 2017      | „Gotowi na wszystko”              | Pascal Pawliszewski                        | [ 25 ] |
| 2018      | „Nieznajomy”                      | Michał Węgrzyn                             | [ 26 ] |
| 2018      | „Heart of Gasoline”               | Dawid Ziemba                               | [ 27 ] |
| 2019      | „Mówiłeś”                         | Dawid Ziemba                               | [ 28 ] |
| 2019      | „Zew”                             | Dawid Ziemba                               | [ 29 ] |
| 2020      | „Tracę”                           | Adam Romanowski                            | [ 30 ] |
| 2020      | „Plan awaryjny”                   | Adam Romanowski                            | [ 31 ] |
| 2020      | „Mirabelki”                       | Maciej Adamczak                            | [ 32 ] |
| 2021      | „Tylko tańczę”                    | Adam Romanowski                            | [ 33 ] |
| 2021      | „Od zaraz”                        | Adam Romanowski                            | [ 34 ] |
| 2022      | „Nocny express”                   | Michał Mazurek                             | [ 35 ] |
| 2022      | „Niewygodnie”                     | Kacper Świtalski                           | [ 36 ] |
| 2022      | „Niedziela”                       | Kacper Świtalski                           | [ 37 ] |
| 2023      | „Stare piosenki”                  | Łukasz Chila i Iza Chila                   | [ 38 ] |
| 2023      | „Notting Hill”                    | Paulina Kowol                              | [ 39 ] |
| 2023      | „Dzięki, że jesteś”               | Robert Szaban                              | [ 40 ] |
| 2024      | „Co ja robię tu”                  | Dawid Ziemba                               | [ 41 ] |
| 2024      | „Fejk”                            | Dawid Ziemba                               | [ 42 ] |
| 2024      | „Cyrk”                            | Dawid Ziemba                               | [ 43 ] |
| 2025      | „Małgośka”                        | Adam Romanowski                            | [ 44 ] |
| Gościnnie |                                   |                                            |        |
| 2018      | „Domek z kart”                    | Kamil Rydzewski                            | [ 45 ] |
| Inne      |                                   |                                            |        |
| 2018      | „Nie ma mnie” (lyric video)       | Paweł Przybylski                           | [ 46 ] |
| 2022      | „Nocny express” (piano version)   | Małgorzata Uściłowska                      | [ 47 ] |
| 2022      | „Niewygodnie” (live)              | Mikołaj Piszczan                           | [ 48 ] |
| 2022      | „List” (lyric video)              | Małgorzata Uściłowska i Karolina Krasińska | [ 49 ] |
| 2022      | „Okna bez firanek” (lyric video)  | Maria Jagłowska                            | [ 50 ] |
| 2022      | „Waniliowe” (lyric video)         | Maria Jagłowska                            | [ 51 ] |
| 2022      | „Taniec z ogniem” (lyric video)   | Maria Jagłowska                            | [ 52 ] |
| 2022      | „Okna bez firanek” (live)         | Mikołaj Piszczan                           | [ 53 ] |
| 2023      | „Debiutuję” (live)                | Mikołaj Piszczan                           | [ 54 ] |
| 2024      | „Ratuj się kto może” (visualizer) | Paulina Tumidaj                            | [ 55 ] |
| 2025      | „Wiara”                           | –                                          | [ 56 ] |
| 2025      | „Nie jesteś sam” (lyric video)    | Mikołaj Majchrzak                          | [ 57 ] |
| 2025      | „Tarasy” (visualizer)             | Michał Mierzejewski                        | [ 58 ] |

## Utwory dla innych artystów
| Rok                                   | Wykonawca                          | Album                                           | Utwór | Uwagi | Źródło  |
| ------------------------------------- | ---------------------------------- | ----------------------------------------------- | --- | --- | ------- |
| 2014                                  | Magda Femme                        | Retro Love                                      | - „Bejbi” | muzyka (z Chrisem Toffsonem) | [ 59 ]  |
| 2018                                  | Ola Nizio                          | –                                               | - „Kuloodporna” | słowa (z Olą Nizio i Piotrem Siejką) | [ 60 ]  |
| 2018                                  | Maja Hyży                          | –                                               | - „Błysk/Skin” | muzyka (z Jakubem Krupskim, Krzysztofem Morange, Michałem Głuszczukiem i Piotrem Siejką) i słowa                                                       | [ 61 ]  |
| 2018                                  | Weronika Curyło                    | –                                               | - „Nie znajdziesz” | słowa (z Weroniką Curyło i GRDRB.MSC) | [ 62 ]  |
| 2018                                  | Honorata Skarbek                   | Sunset                                          | - „Na koniec świata” | muzyka i słowa (z Honoratą Skarbek i Piotrem Siejką)                                                                                                   | [ 63 ]  |
| 2018                                  | Saszan                             | Hologram                                        | - „Nie chcę ciebie mniej” | muzyka i słowa (z Roksaną Pindor i Piotrem Siejką) | [ 64 ]  |
| 2018                                  | Ania Deko                          | –                                               | - „Stały ląd” | muzyka i słowa (Oscarem Bellem, Aislin Evans, Zuzanną Jurczak i Patrykiem Kumorem)                                                                     | [ 65 ]  |
| 2019                                  |                                    | –                                               | | |         |
| 4Dreamers                             | nb.                                | - „Dwa miejsca”                                 | muzyka (z Adamem Stachowiakiem i Paulem Whalleyem) | [ 66 ] |         |
| Diana Ciecierska                      | –                                  | - „Żyj z tym sam”                               | muzyka i słowa (z Patrykiem Kumorem i Dominickiem Buczkowskim-Wojtaszek)                                                                                            | [ 67 ] |         |
| Roksana Węgiel                        | Roksana Węgiel                     | - „Anyone I Want to Be”                         | słowa (z Patrykiem Kumorem) | [ 68 ] |         |
| Roksana Węgiel                        | Roksana Węgiel                     | - „Obiecuję”                                    | muzyka i słowa (z Michałem Pietrzakiem i Juliuszem Kamilem) | [ 69 ] |         |
| Roksana Węgiel                        | Roksana Węgiel                     | - „Cisza”                                       | muzyka i słowa (z Patrykiem Kumorem i Juliuszem Kamilem) | [ 70 ] |         |
| Patryk Kumór i Michał Szczygieł       | –                                  | - „Wakacje ’99”                                 | muzyka (z Patrykiem Kumorem, Dominickiem Buczkowskim-Wojtaszek i Michałem Pietrzakiem)                                                                              | [ 71 ] |         |
| Izabela Szafrańska                    | –                                  | - „Zatapiam się”                                | muzyka i słowa (z Patrykiem Kumorem, Dominickiem Buczkowskim-Wojtaszek, Janem Bieleckim, Izabelą Szafrańską i Michałem Szycem)                                      | [ 72 ] |         |
| Honorata Skarbek                      | Codependency                       | - „Ego”                                         | słowa (z Honoratą Skarbek) | [ 73 ] |         |
| Daria Reczek                          | –                                  | - „Nie polubisz mnie”                           | muzyka i słowa (z Patrykiem Kumorem i Dominickiem Buczkowskim-Wojtaszek)                                                                                            | [ 74 ] |         |
| Tadeusz Seibert                       | –                                  | - „Na nic nie czekam”                           | słowa (z Michałem Szycem, Patrykiem Kumorem i Tadeuszem Seibertem)                                                                                                  | [ 75 ] |         |
| 2020                                  |                                    |                                                 | | |         |
| Hotel Torino                          | Mały zgon (ścieżka dźwiękowa)      | - „Hunter”                                      | słowa (z Patrykiem Kumorem, Dominickiem Buczkowskim-Wojtaszek i Maciejem Kawalskim)                                                                                 | [ 76 ] |         |
| Michele Morrone                       | Dark Room                          | - „Watch Me Burn”                               | muzyka i słowa (z Patrykiem Kumorem, Dominickiem Buczkowskim-Wojtaszek i Michelem Morronem)                                                                         | [ 77 ] |         |
| Patryk Skoczyński                     | –                                  | - „Ruchomy cel”                                 | muzyka (z Patrykiem Kumorem, Dominickiem Buczkowskim-Wojtaszek i Patrykiem Skoczyńskim), słowa (z Patrykiem Kumorem i Patrykiem Skoczyńskim)                        | [ 78 ] |         |
| AniKa Dąbrowska                       | Afirmacja                          | - „Niewidzialna”                                | muzyka i słowa (z Patrykiem Kumorem i Dominickiem Buczkowskim-Wojtaszek)                                                                                            | [ 79 ] |         |
| AniKa Dąbrowska                       | Afirmacja                          | - „Tak jak ja”                                  | muzyka i słowa (z Patrykiem Kumorem i Dominickiem Buczkowskim-Wojtaszek)                                                                                            | [ 79 ] |         |
| AniKa Dąbrowska                       | Afirmacja                          | - „Nawet jeśli jutra nie ma”                    | muzyka i słowa (z Patrykiem Kumorem i Dominickiem Buczkowskim-Wojtaszek)                                                                                            | [ 79 ] |         |
| Viki Gabor                            | Getaway (Into My Imagination)      | - „Superhero”                                   | muzyka i słowa (z Patrykiem Kumorem i Dominickiem Buczkowskim-Wojtaszek), chórki                                                                                    | [ 80 ] |         |
| Viki Gabor i Kayah                    | Getaway (Into My Imagination)      | - „Ramię w ramię”                               | muzyka i słowa (z Patrykiem Kumorem, Dominickiem Buczkowskim-Wojtaszek i Katarzyną Rooijens)                                                                        | [ 81 ] |         |
| Viki Gabor                            | Getaway (Into My Imagination)      | - „Afera”                                       | muzyka i słowa (z Patrykiem Kumorem, Dominickiem Buczkowskim-Wojtaszek i Reecem Pullingerem)                                                                        | [ 82 ] |         |
| Viki Gabor                            | Getaway (Into My Imagination)      | - „Flames”                                      | muzyka i słowa (z Patrykiem Kumorem i Dominickiem Buczkowskim-Wojtaszek)                                                                                            | [ 82 ] |         |
| Viki Gabor                            | Getaway (Into My Imagination)      | - „That’s What She Said”                        | muzyka i słowa (z Patrykiem Kumorem, Dominickiem Buczkowskim-Wojtaszek i Reecem Pullingerem)                                                                        | [ 82 ] |         |
| Viki Gabor                            | Getaway (Into My Imagination)      | - „Spotlight”                                   | muzyka i słowa (z Patrykiem Kumorem, Dominickiem Buczkowskim-Wojtaszek i Iousrą Froują)                                                                             | [ 82 ] |         |
| Zuza Jabłońska, Jan-rapowanie i Siles | Psycho                             | - „Powiedz mi to w twarz”                       | muzyka (z Patrykiem Kumorem i Dominickiem Buczkowskim-Wojtaszek), słowa (z Patrykiem Kumorem, Dominickiem Buczkowskim-Wojtaszek, Janem Pasulą i Norbertem Sopyło)   | [ 83 ] |         |
| Zuza Jabłońska                        | Psycho                             | - „Wisła”                                       | muzyka i słowa (z Patrykiem Kumorem, Thomasem Martinem Leitheada-Docherty’em i Zuzanną Jabłońską)                                                                   | [ 84 ] |         |
| Zuza Jabłońska                        | Psycho                             | - „Paparapa”                                    | muzyka (z Patrykiem Kumorem i Zuzanną Jabłońską) | [ 85 ] |         |
| Maja Hyży                             | –                                  | - „Chcę odkrywać”                               | muzyka (z Patrykiem Kumorem, Eberhardem Cristianem Papp, Andreą Idu, Adrianem Claudiu Siną, Francescą Gabrielą Sirbu i Aurelem Mirea) i słowa (z Patrykiem Kumorem) | [ 86 ] |         |
| 2021                                  | –                                  | Sylvia Novak                                    | - „Tricks” | muzyka i słowa (z Jonatanem Chmielewskim i Sylwią Nowak-Garbicz)                                                                                       | [ 87 ]  |
| 2021                                  | Doda                               | Dziewczyny z Dubaju (ścieżka dźwiękowa) Aquaria | - „Don’t Wanna Hide” | muzyka i słowa (z Patrykiem Kumorem, Dominickiem Buczkowskim-Wojtaszek i Dorotą Rabczewską)                                                            | [ 88 ]  |
| 2021                                  | Patryk Skoczyński                  | –                                               | - „Falochron” | muzyka i słowa (z Patrykiem Skoczyńskim i Piotrem Siejką)                                                                                              | [ 89 ]  |
| 2021                                  | Lvma Black                         | –                                               | - „We mgle” | słowa (z Magdaleną Mielcarz, Emile Ghantous i Josephiną Carr)                                                                                          | [ 90 ]  |
| 2021                                  | Dawid Kwiatkowski                  | Dawid Kwiatkowski                               | - „Bez Ciebie” | muzyka (z Patrykiem Kumorem, Dominickiem Buczkowskim-Wojtaszek i Dawidem Kwiatkowskim) i słowa (z Patrykiem Kumorem i Dawidem Kwiatkowskim)            | [ 91 ]  |
| 2021                                  | Dawid Kwiatkowski                  | Dawid Kwiatkowski                               | - „Proste” | muzyka (z Patrykiem Kumorem, Dominickiem Buczkowskim-Wojtaszek i Dawidem Kwiatkowskim) i słowa (z Patrykiem Kumorem i Dawidem Kwiatkowskim)            | [ 92 ]  |
| 2021                                  | Dawid Kwiatkowski                  | Dawid Kwiatkowski                               | - „Nieważne” | muzyka (z Patrykiem Kumorem, Dominickiem Buczkowskim-Wojtaszek i Dawidem Kwiatkowskim) i słowa (z Patrykiem Kumorem i Dawidem Kwiatkowskim)            | [ 93 ]  |
| 2021                                  | Dawid Kwiatkowski                  | Dawid Kwiatkowski                               | - „Co z nami będzie” | muzyka (z Patrykiem Kumorem, Dominickiem Buczkowskim-Wojtaszek i Dawidem Kwiatkowskim) i słowa (z Patrykiem Kumorem i Dawidem Kwiatkowskim)            | [ 94 ]  |
| 2021                                  | Dawid Kwiatkowski                  | Dawid Kwiatkowski                               | - „Cześć” | muzyka i słowa (z Patrykiem Kumorem, Dominickiem Buczkowskim-Wojtaszek i Dawidem Kwiatkowskim)                                                         | [ 94 ]  |
| 2021                                  | Dawid Kwiatkowski                  | Dawid Kwiatkowski                               | - „Dalej” | muzyka (z Patrykiem Kumorem, Dominickiem Buczkowskim-Wojtaszek i Dawidem Kwiatkowskim) i słowa (z Patrykiem Kumorem i Dawidem Kwiatkowskim)            | [ 94 ]  |
| 2021                                  | Dawid Kwiatkowski i Sound’n’Grace  | Dawid Kwiatkowski                               | - „Kto tam jest?” | muzyka (z Patrykiem Kumorem, Dominickiem Buczkowskim-Wojtaszek i Dawidem Kwiatkowskim)                                                                 | [ 94 ]  |
| 2021                                  | Dawid Kwiatkowski                  | Dawid Kwiatkowski                               | - „Nie zrobisz mi tak” | muzyka (z Patrykiem Kumorem, Dominickiem Buczkowskim-Wojtaszek i Dawidem Kwiatkowskim) i słowa (z Patrykiem Kumorem i Dawidem Kwiatkowskim)            | [ 94 ]  |
| 2021                                  | Marta Burdynowicz                  | –                                               | - „Żaden wstyd” | muzyka (z Moniką Wydrzyńską, Martą Burdynowicz, Jakubem Krupskim i Adamem Związek) i słowa (z Moniką Wydrzyńską i Martą Burdynowicz)                   | [ 95 ]  |
| 2022                                  | Danzel                             | –                                               | - „Time Machines” | muzyka i słowa (z Jakubem Krupskim i Johanem Waemem)                                                                                                   | [ 96 ]  |
| 2022                                  | EMO i Yolo                         | Kolejne 365 dni (ścieżka dźwiękowa) Someday EP  | - „Call My Name” | muzyka i słowa (z Patrykiem Kumorem, Dominickiem Buczkowskim-Wojtaszek)                                                                                | [ 97 ]  |
| 2022                                  | Łukasz Drapała                     | –                                               | - „Szalony bal” | muzyka i słowa (z Łukaszem Drapałą i Robertem Krawczykiem)                                                                                             | [ 98 ]  |
| 2022                                  | Norbert Wronka                     | –                                               | - „Historia o lataniu” | muzyka (z Moniką Wydrzyńską, Jakubem Krupskim i Adamem Związek) i słowa (z Moniką Wydrzyńską, Jakubem Krupskim i Norbertem Wronką)                     | [ 99 ]  |
| 2023                                  | Krystian Ochman i Kalush Orchestra | Testament                                       | - „Cry for You” | słowa (z Krystianem Ochmanem, Ołehem Psiukiem i Iwanem Kłymenko)                                                                                       | [ 100 ] |
| 2023                                  | Natalia Zastępa                    | Wracam do siebie                                | - „Wracam do siebie” | muzyka (z Moniką Wydrzyńską, Natalią Zastępą i Jakubem Krupskim) i słowa (z Moniką Wydrzyńską i Natalią Zastępą)                                       | [ 101 ] |
| 2023                                  | Natalia Zastępa                    | Wracam do siebie                                | - „Saska” | muzyka (z Moniką Wydrzyńską, Natalią Zastępą i Jakubem Krupskim) i słowa (z Moniką Wydrzyńską i Natalią Zastępą)                                       | [ 102 ] |
| 2024                                  | Iza Płóciennik                     | –                                               | - „Zaryzykuję” | muzyka (z Patrykiem Kumorem, Dominickiem Buczkowskim-Wojtaszek i Carlą Fernandes) i słowa (z Patrykiem Kumorem, Marią Dzięcielak i Izabelą Płóciennik) | [ 103 ] |